# 兔子男
兔子男（Bunny Man）是一個美國都市傳說，可能起源於1970年發生在弗吉尼亞州費爾法克斯郡的兩起事件，之後傳播到整個華盛頓特區。該傳說涉及一個穿著兔子服裝的人用斧頭或柴刀攻擊人。
兔子男許多版本發生在科爾切斯特橋周圍，這裡通常被稱為「兔子人橋」。科爾切斯特橋是一座南部鐵路橋，位於在弗吉尼亞州克利夫頓附近。

## 歷史
第一起案件：1970年10月19日凌晨，一名美軍軍官Cadet Bob Bennett和未婚妻剛看完球賽，沿Guinea Road駕車回家。當時Guinea Road剛剛開發，周圍也是荒地或建築工地。當他們駛過一片空地時，Bennett提議把車停泊在那裡。之後一團黑色的物體突然砸破汽車後窗，玻璃碎片向車內飛散。一團白色人影趴在左邊車窗，大力拍門，並朝他們狂吼︰「你們這些非法入侵者擅自闖入禁地，一定不得好死！」Bennett馬上踩盡油門，快速逃離現場，該男子也被撞倒在地上。根據二人的描述，那個人穿著一套灰黑色的卡通裝連兔子面具。事後發現一把黑色短斧插在汽車後座上。
第二起案件：1970年10月29日凌晨，一名叫Paul Phillips保安發現一位男子站在Guinea Road工地裡，手持長斧，瘋狂地大肆破壞。該男人也是穿著灰白色的兔子服裝，不斷猛揮長斧，砸碎木材，口中不斷呼叫︰「你們所有人都是入侵者，快點滾出這裡，否則我要砍掉你們的頭。」Paul描述該男子身高約173公分，體重約79公斤。
其餘的50宗案件也有類似的描述，一個穿著灰白色兔子裝的男人手持斧頭，驅趕在Guinea Road一帶的人們，或破壞工地。

## 大眾文化
2010年，節奏性噪音/工業藝術家C/A/T發表《Music To Piss You Off》，最後一首歌曲“Bunnyman”圍繞著兔子男傳說。